# Pseudokatianna nigretalba
Pseudokatianna nigretalba är en urinsektsart. Pseudokatianna nigretalba ingår i släktet Pseudokatianna och familjen Katiannidae.

## Underarter
Arten delas in i följande underarter:
- P. n. aurea
- P. n. nigretalba